# ИЖ-81
ИЖ-81 — российское гладкоствольное ружьё, которое применяется для различных видов охоты, спортивной стрельбы, охраны и самообороны.
Ружьё было разработано в 1993 году творческим коллективом в составе С. Г. Антонова, В. Ф. Сентякова, В. П. Вотякова и А. Зарочинцева и серийно выпускалось Ижевским механическим заводом с 1994 до 2000 года, в дальнейшем на основе конструкции этого ружья было разработано ружьё MP-133.

## Конструкция
Механизм перезаряжания — продольно скользящим цевьём («помповая» перезарядка).
Запирание ствола осуществляется продольно-скользящим затвором, который входит в зацепление со ствольной муфтой посредством качающегося клина. При таком способе запирания ствольная коробка не воспринимает давление пороховых газов, что позволило сделать её из алюминиевого сплава. Управление запирающим клином и перемещением затвора осуществляет специальный ползун, связанный с цевьем через тягу. При перезаряжании цевье скользит по наружной поверхности трубчатого подствольного магазина.
Питание патронами ИЖ-81 и ИЖ-81М производится из подствольного трубчатого магазина, при этом у ружей первых лет выпуска ёмкость магазина составляла 4 патрона. С 1995 года все модели ИЖ-81 стали выпускаться с магазином увеличенной ёмкости: у модели ИЖ-81 он на семь патронов, а у ИЖ-81М — на шесть.
Питание патронами ИЖ-81К и ИЖ-81КМ производится из отъёмного коробчатого магазина ёмкостью 4 патрона (ещё один патрон можно зарядить в патронник).
Гарантийный ресурс оружия составляет 10 000 выстрелов.

## Варианты
Ружья ИЖ-81 выпускались в нескольких различных модификациях и вариантах исполнения:
- ИЖ-81 — охотничье ружьё под патрон 12/70 мм с длиной ствола 700 мм и постоянным прикладом[1]
  - ИЖ-81М — модификация ИЖ-81 под патрон 12/76 мм Magnum
- ИЖ-81 «Ягуар» — модель для охранных и полицейских структур с укороченным до 560 мм стволом, пистолетной рукояткой и без приклада. Общая длина ружья — 800 мм.
- ИЖ-81 «Фокстерьер» — модель для охранных и полицейских структур с укороченным до 600 мм стволом, пистолетной рукояткой и складным пластмассовым прикладом от автомата АК-74М.
- ИЖ-81К — модель под патрон 12/70 мм с длиной ствола 700 мм с отъёмным 4-зарядным коробчатым магазином[2]
  - ИЖ-81КМ — модификация ИЖ-81К под патрон 12/76 мм Magnum с отъёмным 5-зарядным коробчатым магазином. Магазины моделей ИЖ-81К и ИЖ-81КМ не взаимозаменяемы, отличаются по размерам и посадочным местам.
- MP-151 — самозарядное ружьё на базе ИЖ-81. Решение о разработке этой модели было принято в 1997 году, первый образец был изготовлен в 1998 году, а в 1999 году демонстрационный образец MP-151 был представлен на оружейной выставке IWA-99 в Нюрнберге, однако в дальнейшем было принято решение о производстве самозарядного ружья MP-153 на базе конструкции MP-133[4].

## Страны-эксплуатанты
- Бангладеш — партия ИЖ-81 закуплена для полиции[5]
- Беларусь — ружья ИЖ-81 и ИЖ-81К сертифицированы в качестве гражданского оружия[6]
- Босния и Герцеговина — ИЖ-81 состоят на вооружении полицейского спецподразделения «Босна» министерства внутренних дел Боснии и Герцеговины[7].
- Казахстан — ружьё принято на вооружение таможенных органов[8], используется частными охранными структурами[9].
- Россия — ружьё сертифицировано в качестве гражданского оружия[10]; в период с 14 августа 1992 года[11] до 1 марта 2006 года[12] было разрешено к использованию в качестве служебного оружия частными охранными структурами.

Импорт ружей ИЖ-81К в США запрещён в соответствии с принятым 13 сентября 1994 года запретом «Federal Assault Weapons Ban».

## Дополнительная информация
- по состоянию на начало 2000 года, ИЖ-81 являлось самым распространённым ружьём, использовавшимся сотрудниками российских частных охранных структур и служб безопасности[14]